# Miguel de Bragança (1699—1724)
Miguel de Bragança (Porto, 15 de outubro de 1699 – Lisboa, 13 de janeiro de 1724), foi um infante português, filho ilegítimo do rei Pedro II, legitimado em 1704. Foi reconhecido como irmão pelo rei D. João V, que ordenou que se lhe fosse dado o título de Infante e o tratamento de Alteza, fezendo casar com a princesa Luísa de Sousa e Ligne, herdeira da antiquíssima Casa de Sousa. É o fundador da Casa de Lafões.

## Biografia
Miguel nasceu em 15 de outubro de 1699 no Porto em Portugal. Era filho do rei Pedro II com Anne Marie de Verger, esposa do fidalgo da casa real António Gomes d'Elvas. Sua mãe veio da França ainda menina, com sua mãe, na companhia da rainha Maria Francisca de Saboia, e era moça de câmara, e açafata da primeira esposa do rei.
Foi criado na casa do secretário das mercês, Bartolomeu de Souza Mexia, sendo legitimado em 1704, pelo rei D. João V, que o reconheceu como irmão e ordenou que se lhe fosse dado o título de Infante e o tratamento de Alteza.
Miguel casou-se por ordem do rei em 30 de janeiro de 1715, com a princesa Luísa de Sousa e Ligne, então condessa de Miranda do Corvo, como herdeira da Marquesa de Arronches. Luísa era a única filha de Mariana de Sousa, Marquesa de Arronches, da antiquíssima Casa de Sousa, e do príncipe Carlos José de Ligne, da Casa de Ligne. O casal teve quatro filhos.
Tem-se a respeito um ofício do abade de Mornay, em francês, que diz: "O Senhor D. Miguel casará com a filha do marquês de Arronches: se havia debatido muito se deviam casar no Paço ou não; se o Rei e a Corte deviam assistir: finalmente se resolveu que não se devia observar nenhum cerimonial. O casamento foi celebrado à meia noite com a mãe e a avó da noiva e o Secretário das Mercês Bartolomeu Mexia. Os noivos ainda não foram à Corte nem os fidalgos os haviam visitado. Os principais autores na mudança da disposição e cerimonial que Pedro II estabelecera para seus filhos naturais haviam sido a Rainha e o duque de Cadaval. Os Ministros estrangeiros, aliás, ainda não haviam visto os Infantes, embora D. Francisco tivesse palácio separado."
Morreu afogado no rio Tejo, por se voltar o escaler em que atravessava da outra banda para Lisboa. Muitos dias correram sem aparecer o cadáver, até que vindo à praia no dia 5 de fevereiro, foi sepultado com a pompa costumada na igreja do convento de São José de Ribamar.

## Descendência
1. Joana Perpétua de Bragança, nascida em 11 de novembro de 1715 - morta em 1785. Casada em Lisboa em 1738 com Luís de Castro Noronha Ataíde de Sousa, morto em 1745, 4º Marquês de Cascais; sem deixar posteridade.
2. Pedro Henrique de Bragança e Ligne de Sousa Tavares Mascarenhas da Silva (Lisboa, 1718 - 1761), morto solteiro, duque de Lafões.
3. João Carlos de Bragança (Lisboa, 1719 - Lisboa, 1806), 2º duque de Lafões, 4º Marquês de Arronches, 8º conde de Miranda, que governou a Estremadura, foi escritor e sábio, fundador da Academia Real de Ciências de Lisboa.

Verificar dados em:
- Portugal - Dicionário Histórico, Corográfico, Heráldico, Biográfico, Bibliográfico, Numismático e Artístico, Volume IV pg. 1099.